# Простая сложная Вселенная
Простая сложная Вселенная (фр.  L'Univers à portée de main) ― научно-популярная книга французского учёного, доктора физики Кристофа Гальфара. Впервые вышла в свет в 2015 году во Франции, в том же году читателями журнала «Lire» признана лучшей книгой о науке.

## Содержание
Книга Кристофа Гальфара отправляет читателя в «мысленное путешествие» по различным современным научным теориям, включая пространство-время, черные дыры, теорию струн. И ещё читатель узнает о Млечном Пути, о том, что творится за пределами Солнечной системы, о гравитации, о Большом взрыве, об электронах и антиматерии.
Автор не собирается мучить сложными уравнениями, непонятными терминами, мучительными научными выводами. В лёгкой и простой форме, весело и доступно Гальфар повествует нам о такой сложной и непонятной Вселенной.

## Название глав

### Часть первая: Космос
- Глава 1: Бесшумная стрела
- Глава 2: Луна
- Глава 3: Солнце
- Глава 4: Наша космическая семья
- Глава 5: За пределами Солнца
- Глава 6: Космический монстр
- Глава 7: Млечный Путь
- Глава 8: Первая стена

### Часть вторая: Придать смысл космосу
- Глава 1: Порядок и закон
- Глава 2: Неудобный маленький камень
- Глава 3: 1915 год
- Глава 4: Невозможная охота на динозавров
- Глава 5: Свет
- Глава 6: Все звезды в небе мертвы?
- Глава 7: Расширение
- Глава 8: Ощущение гравитации
- Глава 9: Космология
- Глава 10: За пределами нашего космического горизонта
- Глава 11: Следы Большого взрыва

### Часть третья: На полном ходу
- Глава 1.Психологическая подготовка
- Глава 2: Забавный сон
- Глава 3: Каждому свое время
- Глава 4: Как никогда не состариться снова

### Часть четвертая: Погружение в квантовый мир
- Глава 1: Золотой слиток и магнит
- Глава 2: Как рыба в воде
- Глава 3: Атомы
- Глава 4: Игра материи и света
- Глава 5: Жестокий мир электрона
- Глава 6: Удивительная тюрьма
- Глава 7: Последняя сила
- Глава 8: Накал опасности

### Часть пятая: У истоков пространства и времени
- Глава 1: Доверие
- Глава 2: Маленький желтый робот
- Глава 3: Квантовый вакуум
- Глава 4: Антивещество
- Глава 5: Стена за стеной
- Глава 6: Прошлое Прошлое

### Часть шестая: Неожиданные тайны
- Глава 1: Вселенная
- Глава 2: Квантовые бесконечности
- Глава 3: Создание квантовой гравитации
- Глава 3: Быть и не быть
- Глава 4: Темная материя
- Глава 5: Темная энергия
- Глава 6: Особенности
- Глава 7: Серый - новый черный

### Часть седьмая: Шаги в неизвестное
- Глава 1: Назад к истокам
- Глава 2: Большой взрыв
- Глава 3: Вселенная без границ
- Глава 4: Неизведанная часть нашей реальности
- Глава 5: Теория струн

## Издание в России
Книга была переведена на русский язык и вышла в свет в издательстве «Бомбора» в 2018 году. ISBN 978-5-699-94902-1